# Cinclodes
Cinclodes é um gênero de aves passeriformes pertencentes à família Furnariidae. É composto por cerca de uma dúzia de espécies distribuídas nos Andes e no sul da América do Sul.
São aves terrestres, de habitats abertos, normalmente encontrados perto de fontes de água, como córregos em montanhas ou praias, onde se alimentam de pequenos invertebrados.
São encorpados e com pés e pernas fortes. O bico é ligeiramente curvado para baixo. A plumagem é inconspícua, principalmente marrom, muitas vezes com um tom pálido nas asas, com tarja sobre os olhos e sobre os cantos da cauda. Vocalizam alto, em trinados, e muitas vezes levantam as asas enquanto cantam.

## Lista de espécies
- Cinclodes excelsior
- Cinclodes aricomae
- Cinclodes fuscus
- Cinclodes albiventris (divisão de Cinclodes fuscus em 2012)
- Cinclodes comechingonus
- Cinclodes pabsti
  - Descrita como nova espécie em 2012, Cinclodes espinhacensis[1] é tratada como subespécie de Cinclodes pabsti pelo SACC e pelo COI em 2013
- Cinclodes oustaleti
- Cinclodes olrogi
- Cinclodes patagonicus
- Cinclodes nigrofumosus
- Cinclodes taczanowskii
- Cinclodes antarcticus
- Cinclodes atacamensis
- Cinclodes palliatus